# Hustruförsäljning

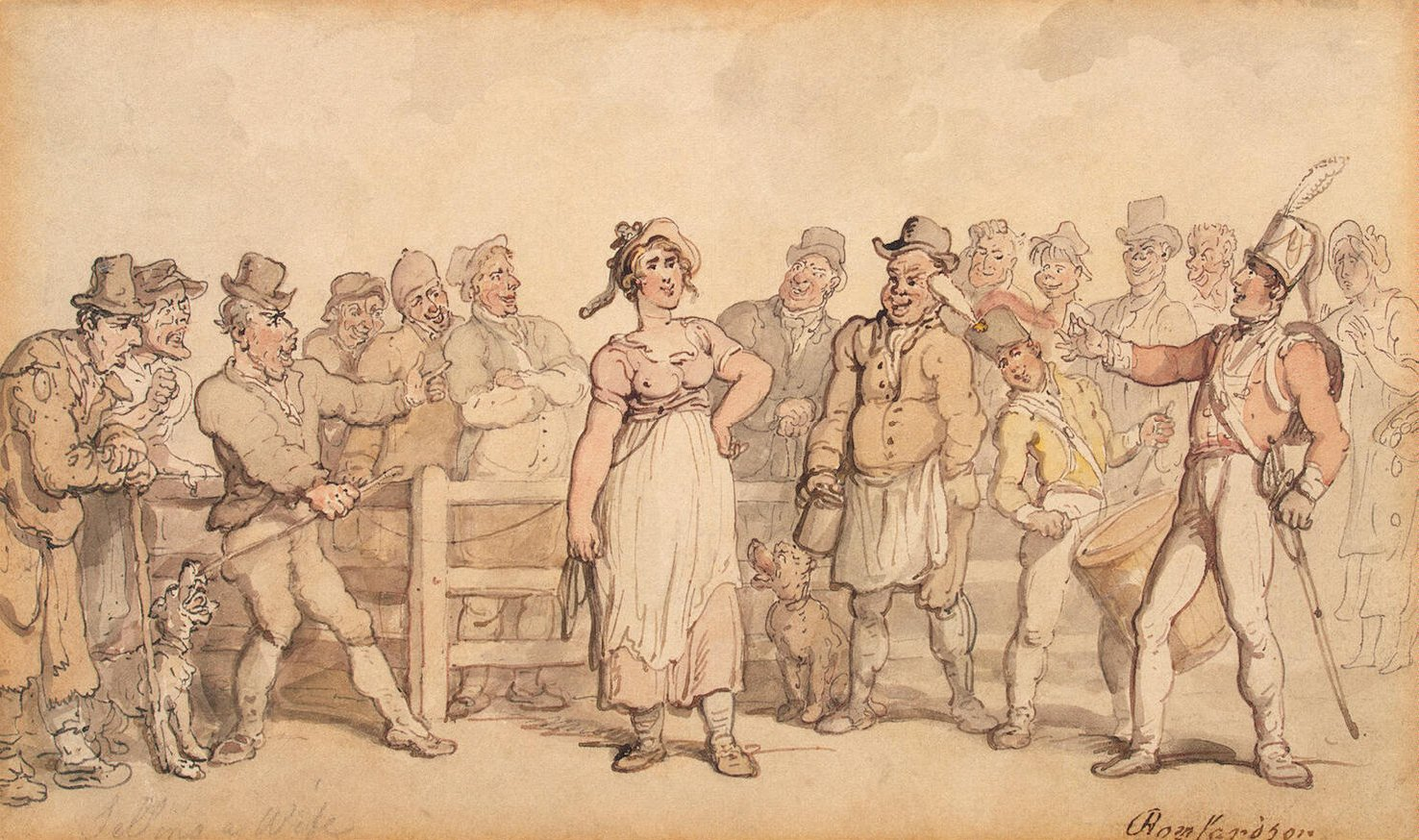
Sälja en fru (1812–1814) av Thomas Rowlandson. Målningen ger intrycket att hustrun frivilligt deltog i försäljningen, och att den var en fryntlig tillställning med många skratt.

Hustruförsäljning var en engelsk sedvana för att avsluta otillfredsställande äktenskap genom överenskommelse. Bruket uppstod i slutet av 1600-talet, när skilsmässor i praktiken var omöjliga för alla utom de rikaste. Med en snara runt halsen, armen eller midjan visades hustrun upp av sin make, som på allmän auktion sålde henne till högstbjudande.
Sedvanan saknade rättslig grund och ledde ofta till åtal, i synnerhet från och med mitten av 1800-talet. Myndigheternas inställning var dock kluven. Åtminstone en domare från Derby, i början på 1800-talet, ansåg att han inte hade rätt att hindra hustruförsäljning "eftersom den vilar på en sedvänja som upprätthållits av folket" (jfr Common law). Det förekom också att fattigdomsmyndigheter, genom lokala tillsynsmän, tvingade makar att sälja sina fruar för att familjen inte skulle behöva försörjas av fattighusen.
Hustruförsäljningen bestod i någon form fram till början på 1900-talet enligt juristen och historikern James Bryce som 1901 skrev att under hans tid hände det emellanåt fortfarande att fruar såldes. En kvinna som vittnade inför en distriktsdomare i Leeds 1913 gjorde gällande att hennes make sålde henne till en arbetskamrat för ett pund. Det är en av de senaste beskrivningarna av hustruförsäljning i England.
Hustruförsäljning utgör bakgrunden för Thomas Hardys roman Borgmästaren i Casterbridge. I början av boken säljer huvudpersonen sin fru, en gärning som förföljer honom under resten av livet och som till slut förgör honom.

## Juridisk bakgrund
Hustruförsäljning i "rituell form" eller som "påhittad sedvana" uppstod någon gång kring slutet av 1600-talet men i en redogörelse från 1302 beskrivs att någon "genom överlåtelsehandling beviljade sin hustru till en annan man." När konsumtion av tidningar ökade under den andra halvan av 1700-talet blev berättelserna om hustruförsäljning vanligare. 1900-talsförfattaren Courtney Kenny skrev att "seden var så djupt rotad att den inte kunnat uppstå på senare tid". När James Bryce skrev om ämnet 1901 konstaterar han att det finns "inga spår alls av någon sådan rättighet i våra [engelska] lagar". Han uppmärksammade dock att "alla har hört talas om den udda vanan att sälja en fru som ibland ännu förekommer bland Englands lägre klasser."

### Äktenskap

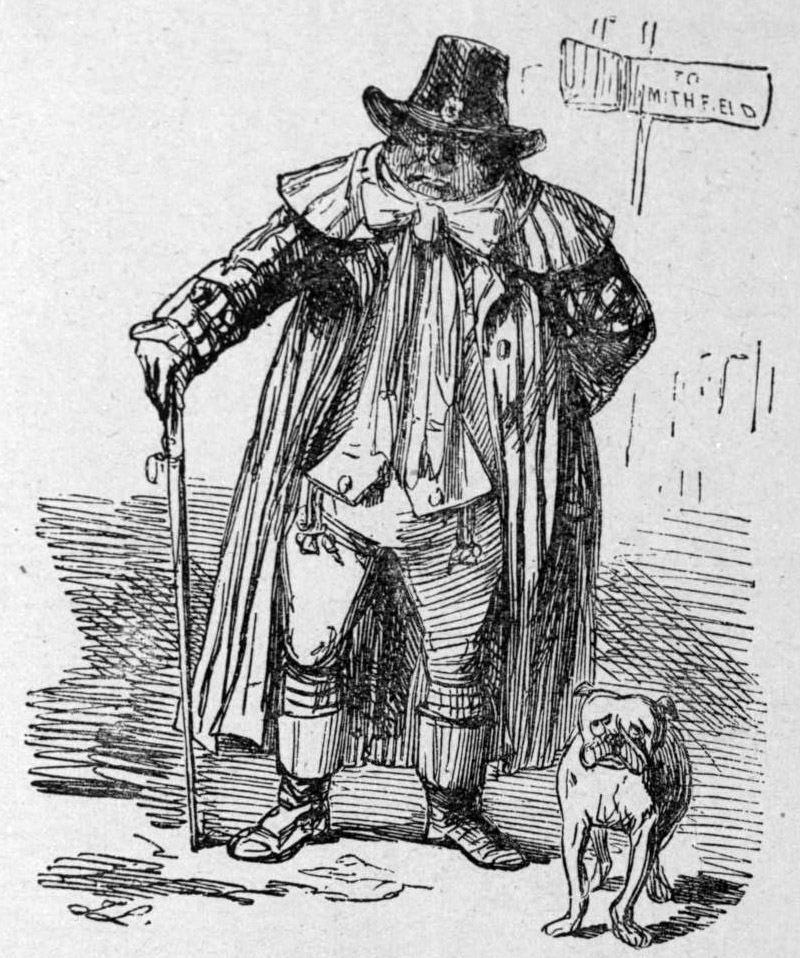
En fransk karikatyr av en engelsk adelsman på väg till Smithfields marknad för att sälja sin fru.

Innan äktenskapslagen stiftades 1753 var en formell äktenskapsceremoni inför en präst inte ett rättsligt krav i England. Äktenskap var oregistrerade och allt som fordrades var båda parternas samtyckte, och att de hade uppnått giftasålder, 12 år för flickor och 14 för pojkar. I äktenskapet var kvinnorna helt underordnade sina makar. Man och hustru blev en och samma juridiska person där kvinnans rättsliga position var ett coverture (ungefär "beskyddat gift civilstånd", dvs omyndighet för kvinnan). Den framstående engelska domaren William Blackstone skrev 1753 att "kvinnornas natur eller rättsliga tillvaro upphävs under äktenskapet eller åtminstone konsolideras och ingår i hennes makes, under vars vingar, beskydd och säkerhet hon gör allt". Gifta kvinnor kunde inte själva äga något och var i praktiken själva sina makars egendom. Blackstone anmärkte också att "även de hinder som finns för en hustru är till största delen avsett för att skydda och gagna henne. Så mycket är det kvinnliga könet favoriserat av Englands lagar".

### Separation
I det tidigmoderna England kunde äktenskap brytas upp på fem olika sätt. Ett var genom stämning i kyrkodomstolar, för "avgränsning av kost och logi" på grund av äktenskapsbrott eller livshotande misshandel. Omgifte tilläts då inte. Efter 1690 var skilsmässa bara möjligt genom ansökan hos parlamentet, ett förfarande som var kostsamt och tidskrävande.
När skilsmässolagarna moderniserades i och med 1857 års Matrimonial Causes Act flyttades domsrätten från kyrkodomstolarna och äktenskapstvisterna blev privaträttsliga. Äktenskap baserades nu på kontrakt istället för sakrament. Skilsmässodomstolarna som upprättades gjorde det enklare att bryta ett äktenskap. Det blev också avsevärt billigare men för de fattigare arbetarklasserna var skilsmässor fortfarande en oöverkomligt dyr utväg. Ett alternativ var att erhålla en "privat separation". Makarna förhandlade en överenskommelse och en jurist upprättade de nödvändiga handlingarna. Övergivning och rymning var också en möjlighet. Hustrun tvingades då ur hemmet eller så inrättade maken helt enkelt ett nytt hem med sin älskarinna. Den mindre populära hustruförsäljningen var en alternativ men olaglig metod för att avsluta ett äktenskap. Lagarna som respekterar kvinnor som de anser är deras naturliga rätt från 1777 iakttog att de fattiga såg hustruförsäljning som en "metod att upplösa ett äktenskap" när "en make och maka är hjärtligt trötta på varandra och kommer överens om att skiljas och mannen har för avsikt att bestyrka den planerade separationen genom att göra den allmänt känd."
På 1800-talet opponerade sig vissa fruar men det finns inga dokument som visar att kvinnor på 1700-talet motsatte sig att bli sålda. Utan ekonomiska resurser eller inkomstbringande färdigheter var försäljning för många kvinnor den enda vägen ur ett olyckligt äktenskap. Ibland beskrivs hur gifta kvinnor insisterade på försäljning. En hustru som 1830 såldes på marknaden Wenlock till priset av 2 shilling och 6 pence var fast besluten att affären skulle bli av trots hennes makes betänkligheter i sista minuten: "Maken rädes och försökte komma undan affären men galna Mattie ville fortsätta. Hon snärtade sitt förkläde i sin gode mans ansikte och sa 'Låt bli, din skurk. Jag ska säljas. Jag vill ha förändring'." En försäljning befriade maken från alla äktenskapliga plikter, inklusive ekonomiskt ansvar för hustrun.

## Försäljning

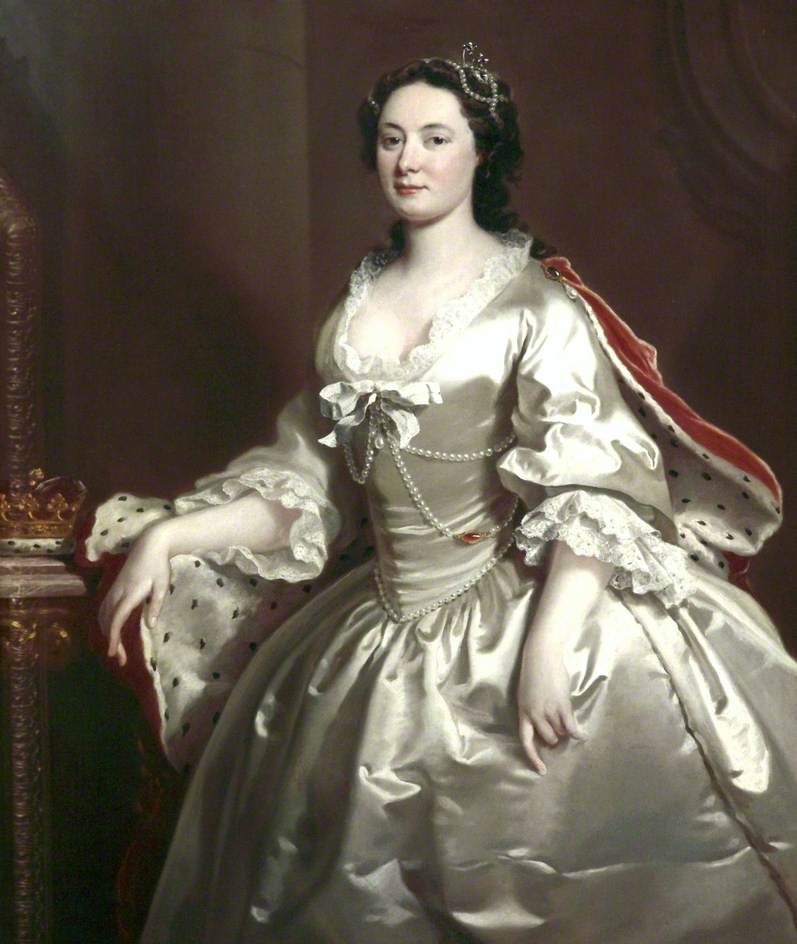
Anne Wells, hertiginna av Chandos (död 1759), gift med Henry Brydges, 2:e hertig av Chandos (1708–1771). På ett värdshus såg han stalldrängen slå sin fru på grymmaste vis. Han ingrep och köpte henne för en half crown. Hon var en ung och vacker kvinna. Hertigen utbildade henne och när maken avled äktade han henne. Vid sin dödsbädd samlade hon hela hushållet och berättade sin historia för att visa att man skall sätta sin tillit till försynen, då hon själv från usla omständigheter plötsligt höjdes till största välstånd; hon bad om deras förlåtelse om hon vid något tillfälle hade varit orättvis, lät dem sedan gå med presenter och avled nästan i samma stund.-The Gentleman's Magazine (volym 4, april 1832, sida 347)

Det är oklart när den ritualiserade sedvänjan att sälja sin hustru på allmän auktion började men sannolikt var det någon gång vid slutet av 1600-talet. I november 1692 sålde "John, sonen till Nathan Whitehoue av Tipton ... sin fru till Mr. Bracegirdle", men man vet inte hur försäljningen gick till. En man vid namn Thomas Heath Maulster bötfälldes 1696 för att "olagligen leva tillsammans med frun till George Fuller av Chinner ... [efter att han] köpt henne av hennes man för 2d.q. på pundet". Vid mitten av 1700-talet tycks bruket ha spridits och etablerats i hela England, för att sedan bestå tills det tidiga 1900-talet fast då i "ett långt framskridet sönderfall".
I de flesta beskrivningar utlystes försäljningen på förhand, kanske med annonser i lokala tidningar. Försäljningen skedde för det mesta i form av en auktion och ofta på den lokala marknaden. Hustrun leddes dit med en snara (av rep och ibland av band) runt halsen eller armen. Köparen var ofta utsedd på förhand och försäljningen blev då en symbolisk separation och ett nygifte. Så var det i ett fall i Maidstone där John Osborne i januari 1815 skulle sälja sin fru på lokalmarknaden. Eftersom ingen marknad hölls den dagen skedde försäljningen istället vid "kolpråmens skylt på Earl Street," där "på ett mycket korrekt sätt" hans fru och barn såldes för 1 pund till en man med namnet William Serjeant. I juli samma år fördes en hustru i vagn till marknaden i Smithfield och såldes för 50 guineas och en häst. När affären avslutats "steg damen med sin nya herre och mästare upp på en ståtlig schäs som väntade på dem och körde iväg, till synes utan tecken på ovilja." I en annan hustruförsäljning i september 1815 på marknaden i Staines "erbjöds bara tre shillings och fyra pence för hela rubbet och ingen valde att utmana budgivaren om det fagra objektet vars förtjänster endast kan uppskattas av dem som känner dem. Om dessa kunde köparen skryta, utifrån en lång och intim bekantskap."
Även om maken oftast tog initiativet, behövde han ha hustruns samtycke till försäljningen. En berättelse från Manchester 1824 förtäljer att "efter flera bud klubbades hon [frun] för 5s; men hon gillade inte köparen så hon ropades ut igen för 3s och ett stop öl." Många gånger levde hustrun redan med sin nya partner. I ett fall i London 1804 fann en butiksägare sin fru i säng med en främling. Efter ett gräl erbjöd sig denne att köpa frun. Butiksägaren gick med på det och i det här fallet kan affären ha varit en acceptabel lösning på problemet. I andra fall var försäljningarna spontana och hustrun kunde bli föremål för bud från främlingar. I mars 1766 sålde en snickare från Southwark sin fru "under ett anfall av äktenskaplig likgiltighet på krogen." När han nyktrade till bad han hustrun att återvända och när hon vägrade, hängde han sig. Ett familjegräl kunde ibland föregå en hustruförsäljning men i de flesta dokumenterade fall var avsikten att avsluta ett äktenskap på ett sätt som gav skilsmässan legitimitet. I vissa fall, som i Plymouth 1822, ordnade hustrun själv sin försäljning och tillhandahöll till och med pengarna så att hennes ombud kunde lösa henne från äktenskapet.

### 1800-talets mitt
Under mitten av 1800-talet trodde man att hustruförsäljning enbart förekom bland de lägsta arbetarklasserna och i synnerhet i avlägsna landsbygdsområden. Men en analys av makarnas och köparnas yrken avslöjade att sedvänjan var starkare i "proto-industriella" samhällen. Av de 158 fall där ett yrke kunde fastställas, fanns den största gruppen hustruförsäljare (19) inom boskaps- eller transportbranschen; 14 arbetade i byggbranschen, 5 var smeder, 4 var sotare och 2 uppgavs vara gentlemen, "förnäma herrar", vilket antyder att hustruförsäljning inte bara var en bondevana. Det mest uppmärksammade fallet är Henry Brydges, 2:e hertig av Chandos, som köpte sin andra fru av en stalldräng runt 1740.
Hustrupriserna varierade avsevärt, från 100 pund och tillägg på 25 pund för hennes barn i en försäljning 1865 (cirka 10 800 pund idag), till ett glas öl eller till och med gratis. Det lägsta beloppet som bytte händer var tre farthings (trekvarts penny). Det vanligaste priset tycks ha varit mellan 2 shilling 6 pence och 5 shillings. Pengar verkar i allmänhet ha kommit i andra hand. Att många ansåg affären vara juridiskt bindande var en viktigare faktor, trots att det inte hade något stöd i lagen. Vissa av de nya paren gifte sig i bigami samtidigt som myndigheternas inställning till hustruförsäljning var tvetydig. Landsbygdens präster och domare kände till sedvänjan men var osäkra på dess legitimitet eller valde att blunda för den. Anteckningar har hittats i dopregister, som fallet i Perleigh, Essex 1782: "Amie, dotter till Moses Stebbing av en köpt fru levererad till honom i en grimma". År 1819 försökte en domare hindra en försäljning i Derby, men attackerades av en folksamling och drevs på flykt. Efteråt kommenterade han:
| ” | Även om mitt egentliga syfte med att skicka konstaplarna [motsvarade ungefär samtida svenska fjärdingsmän] var att störa den skamliga försäljningen, blev det synbara motivet att bevara den allmänna ordningen ... Vad gäller själva försäljningen tror jag inte att jag har rätt att förhindra den eller ens sätta upp några hinder eftersom den vilar på en sedvänja som upprätthållits av folket som det kanske skulle vara farligt att ta ifrån dem med någon lag för det ändamålet. | „ |

I vissa fall, som för Henry Cook år 1814, tvingade fattigdomsmyndigheten maken att sälja hustrun för att de inte ville försörja henne och hennes barn i Effinghams fattighus. Hon fördes till marknaden i Croydon och såldes för en shilling. Kyrksocknen stod för hennes resekostnader och en "bröllopsmiddag".

### Försäljningsplatser

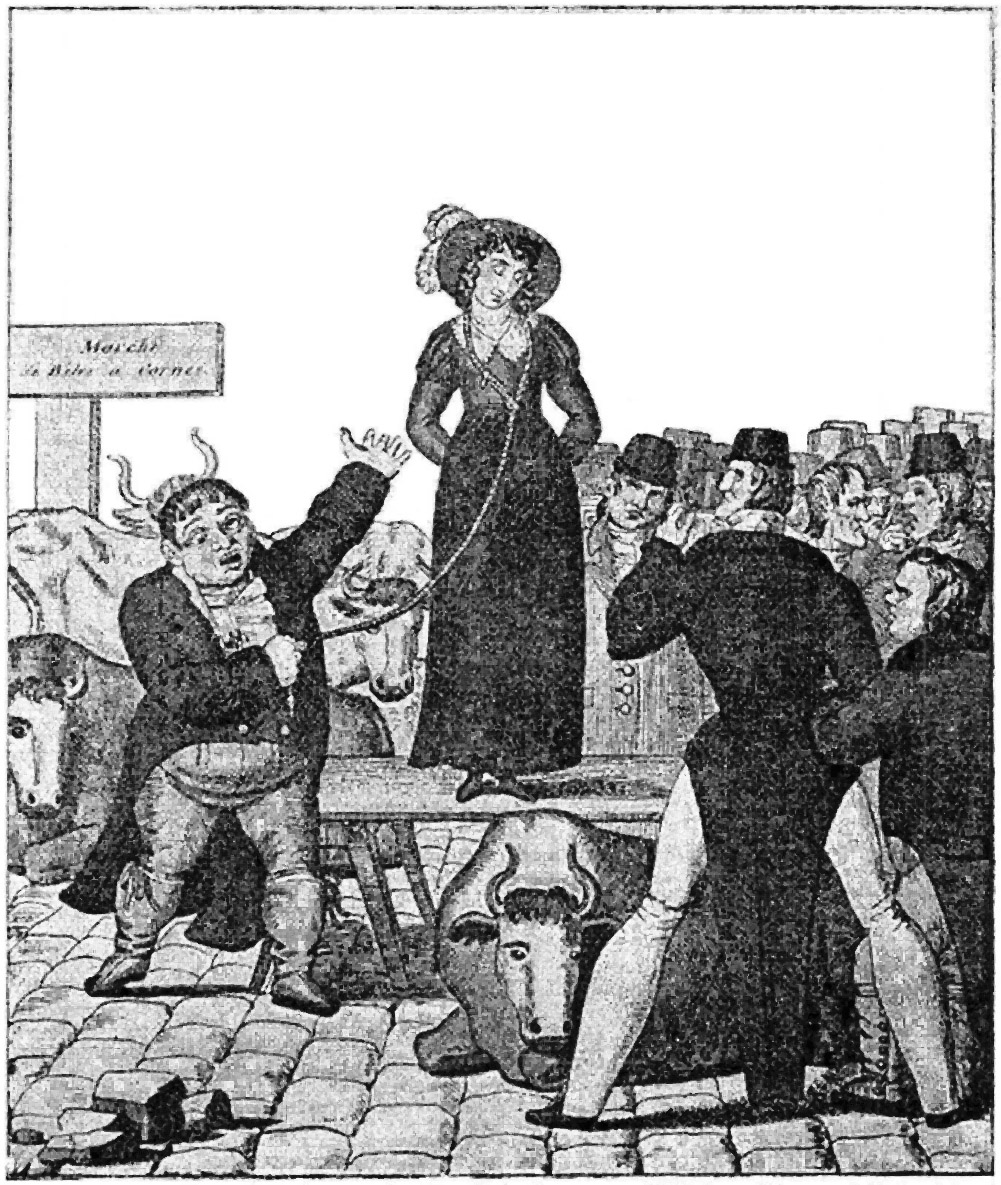
Ett samtida tryck av en hustruförsäljning på en boskapsmarknad som antyder att frun redan har en älskare då maken visas med "horn" som symboliserar hanrejen, en bedragen äkta man.

Genom att välja en marknad som försäljningsplats försäkrade sig paren om en stor publik så att deras separation blev allmänt känd. Snaran var symbolisk och gavs till köparen som tecken på att transaktionen var slutförd. Försäljarna försökte i vissa fall legitimera försäljningen ytterligare genom att tvinga köparen att skriva kontrakt på att säljaren inte längre har några skyldigheter gentemot sin hustru. En lyckad hustruförsäljning i St Clements 1735 aviserades på gatorna av en utropare så att lokala handlare skulle uppmärksamma att den förre maken inte längre ansåg sig förpliktigad att gå i god för några skulder som hon kunde ådra sig. Samma budskap framfördes 1789 i en annons i tidningen Ipswich Journal: "ingen person eller personer ska betro henne med mitt namn ... för hon är ej längre rätteligen min". Parterna försökte ibland göra affärsuppgörelsen lagstadgad, vilket framgår av ett köpebrev för en hustru som bevaras på British Museum i London; i en framställan till en fredsdomare i Somerset 1758 av en hustru som 18 månader tidigare såldes av sin make för 6 pund 6 shilling "för att bekosta hans extravagans". Petitionen motsatte sig inte försäljningen utan snarare att maken efter tre månader återvände för att kräva mer pengar av sin hustru och hennes nya "make".
I Sussex var värdshus och pubar vanliga platser för hustruförsäljning. Alkohol utgjorde ofta delbetalning. Till exempel sålde en man 1898 sin fru på The Shoulder of Mutton and Cucumber i Yapton för 7 shilling 6 pence (30 pund i dagens penningvärde) och en quart (1,1 liter) öl. I Brighton ett sekel senare inbringade en försäljning åtta krus öl och sju shilling (20 pund i dagens penningvärde). En man som 1790 i Ninfield bytte sin hustru mot en halv pint (ca 3 dl) gin på byns värdshus ändrade sig senare och köpte tillbaka henne.
Hustruförsäljningar drog ibland stor publik. En försäljning i Hull 1806 sköts upp "på grund av folkmassan som samlats för en sådan ovanlig händelse", vilket tyder på att hustruförsäljningar var relativt sällsynta och därför populära tillställningar. Antalet försäljningar mellan 1780 och 1850 brukar uppskattas till runt 300. Jämfört med förekomster av förrymda makar, som under viktoriansk tid uppskattas till tiotusentals, var det en förhållandevis låg siffra.

### Utbredning och symbolik
Hustruförsäljning verkar ha varit utbrett runtom England men sällsynt i det angränsande Wales där bara ett fåtal fall har rapporterats, liksom i Skottland där endast ett fall har upptäckts. Det grevskap i England som har flest fall mellan 1760 och 1880 är Yorkshire med 44 försäljningar, avsevärt fler än de 19 som rapporterats i Middlesex och London under samma tidsperiod. Detta trots en fransk teckning av "Lord John Bull iförd stövlar och sporrar på marknaden Smithfield i London för att sälja sin fru, ropande "à quinze livres ma femme!" ('femton pund för min fru') medan den fina damen står tyglad i en fålla".
I sin redogörelse Fruar till salu samlade skribenten Samuel Pyeatt Menefee 387 fall av hustruförsäljning där den sista inträffade i början på 1900-talet. Historikern E. P. Thompson ansåg att flera av dessa fall är "vaga och tvivelaktiga" samt att några hade räknats mer än en gång. Han höll ändå med om att cirka 300 fall var äkta och menade att dessa i kombination med hans egen forskning utgör omkring 400 dokumenterade fall.
Menefee anförde att ritualen speglade en boskapsförsäljning, med snarans symboliska mening och fruar som ibland till och med värderades som boskap utifrån sin vikt. Thompson föreslog att även om snaran ansågs viktig för försäljningens "legitimitet", verkar Menefee ha missförstått affärernas sociala sammanhang. Marknadsplatser favoriserades inte för att boskap såldes där utan för att de var allmänna platser där mannen och hustruns separering kunde bevittnas. Försäljningar ägde också ofta rum på nöjesfält, utanför pubar eller vid sevärdheter och landmärken som obelisken i Preston (1817) eller gaspelaren i Bolton (1835) där folk förväntades samlas.
Mycket få försäljningar av makar har rapporterats och i ett modernt perspektiv är försäljningen av fruar som lösöre förödmjukande, även när det betraktas som en skilsmässometod. Samtida beskrivningar betonar trots detta kvinnornas oberoende och vitalitet: "Kvinnorna beskrivs som "snygga", "fylliga", "bra utseende", "behaglig landsortsflicka" eller som "njuter av munterheten och den hjärtliga uppsluppenheten".
Nybyggare i de amerikanska kolonierna under det sena 1600-talet och tidiga 1700-talet förde med sig engelska sedvänjor, inklusive bruket att sälja fruar och övertygelsen att det var ett legitimt sätt att avsluta ett äktenskap. I Hartford, Connecticut 1645 bötfälldes Bagget Egleson med 20 shillings för att ha "testementerat sin fru till en ung man". Tidningen Boston Evening Post beskrev i mars 1736 en dispyt två män emellan, ..."och en viss kvinna som båda gjorde gällande var hans fru, men det var faktiskt så att en av dem hade avyttrat sin rätt till henne åt den andra för femton shillings". Köparen hade tydligen vägrat att betala hela beloppet och försökt returnera "sin" fru. Han skänktes det återstående beloppet av två generösa åskådare och betalade maken omgående, "...som ärbart önskade kvinnan lycka till, och hans broder Sterling mycket fröjd med sitt fynd."

## Förändrade attityder
En viss fientlighet mot hustruförsäljning började märkas bland allmänheten mot slutet av 1700-talet. En försäljning i Dublin avbröts 1756 av en grupp kvinnor som "räddade" hustrun, varefter de gycklade maken i en skenrättegång och satte honom i stocken till tidigt på morgonen nästa dag. En hustruförsäljning omkring 1777 i Carmarthenshire frambringade "en stor tystnad" i folkhopen och "obehagskänslor hos de församlade". Redogörelser om hustruförsäljning steg från två per decennium på 1750-talet till en topp på 50 på 1820-30-talet. När antalet dokumenterade fall steg, tilltog också motståndet mot sedvänjan och den sociala eliten tyckte att det var deras plikt att avskaffa den, liksom flera andra folkliga vanor. Fler som deltog i hustruförsäljning straffades av periodiska kvartalsdomstolar och i högre domstolar bekräftade några tidiga fall att sedvänjan var olaglig. Tidningsartiklar var ofta fördömande. En beskrivning 1832 löd: "en starkt motbjudande och skamlig scen" Ändå dröjde det till 1840-talet innan antalet fall av hustruförsäljning började sjunka signifikant. Thompson fann 121 publicerade rapporter mellan 1800 och 1840, jämfört med 55 mellan 1840 och 1880.
Den högste domaren i England och Wales William Murray, 1:e earl av Mansfield, ansåg att hustruförsäljning var stämpling till äktenskapsbrott. Inte många av de fall som tidningarna skrev om ledde till åtal men The Times berättade om ett sådant fall 1818 när en man åtalades för säljande av sin hustru på Leominsters marknad, för priset 2s. 6d. År 1825 anklagades en man med namnet Johnson för att ha "sjungit en sång på gatan som beskrev hans frus förtjänster i syfte att sälja henne till högstbjudande i Smithfield." Dylika sånger var inte unika; runt 1842 skrev John Ashton Försäljning av en hustru. Den polis som anhöll honom gjorde gällande att mannen hade samlat "en skara av alla sorts landstrykare som tycktes lyssna till hans lilla visa men som egentligen var där för ficktjuveri". Svaranden replikerade att han "inte hade den avlägsnaste avsikt att sälja sin fru som är en stackare som är hemma med sina hungriga barn medan han försöker få ihop till en bit bröd för dem med hela sina lungors kraft". För att tjäna pengar hade han även tryckta kopior av sången och en berättelse om en hustruförsäljning. Innan borgmästaren släppte honom fri, varnade han Johnson att bruket inte kunde tillåtas och inte får upprepas. En kvinna i Epping såldes 1833 för 2s. och 6d. samt 6d. som pålaga. När hon nyktrat till och stod framför fredsdomaren, hävdade hennes make att sockenstyrelsen påtvingade honom försäljningen och att han "inte sedan dess bott med henne och att hon öppet hade levt i hor med mannen Bradley som köpt henne". Han fängslades för att "ha övergivit sin hustru".

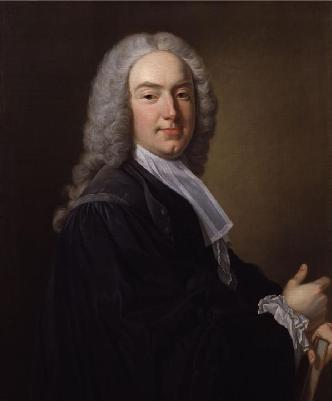
William Murray, 1:e earl av Mansfield, jämställde hustruförsäljning med stämpling till hor.

Hustruförsäljning omnämndes i den franska 1800-tals pjäsen Le Marché de Londres (Londons Marknad). I en kommentar till pjäsen och de samtida franska åsikterna om denna sedvänja klagade 1846 författaren Angus B. Reach: "De räknar upp en lång och fantasifull lista över våra brister. [...De] skulle lika villigt överge sin tro på Londons geografiska och fysiska existens som den häpnadsväckande nyheten att i England säljer männen sina hustrur på precis samma vis som de säljer sina hästar eller hundar". Fortfarande 20 år senare var dylika klagomål vanliga: I The Book of Days (1864) skrev författaren Robert Chambers om en hustruförsäljning 1832. Han påpekade att "de enstaka hustruförsäljningarna som vi själva inte mer än ler åt i förbiseende har gjort ett djupt intryck på våra kontinentala grannar [som] jämt och ständigt åberopar det som ett bevis på vår låga civilisation". En juridisk handbok från 1853 låter generade engelska domare avfärda hustruförsäljning som en myt: "Det är en vulgär oriktighet att en make kan bli av med sin fru genom att sälja henne på en öppen marknad med en snara runt halsen. En sådan handling skulle straffas hårt av lokala domare". I boken Burn's Justice of the Peace and Parish Officer (rättvisa för freds- och församlingsdomare) som först publicerades 1869 anges att "offentligt sälja eller köpa en hustru är klart ett åtalbart brott;... Och många åtal mot män för att sälja, och andra för att köpa, har på sista tiden avhandlats och frihetsberövande på sex månader ålagts".
Överlåtelsehandlingar var en annan sorts hustruförsäljning. I början var det mycket mindre vanligt än försäljning på auktion, men bruket spreds åren efter 1850 då den allmänna opinionen vände sig mot försäljning av fruar på marknader. Frågan om den allmänna uppfattningen att hustruförsäljning var legitim nådde också regeringen. År 1881 ombads inrikesministern William Vernon Harcourt att kommentera ett fall i Sheffield där en man sålde sin fru för en kvartspint öl. Ministern svarade: "ingenstans i England finns något intryck av att hustruförsäljning är lagligt" och "inget sådant bruk som hustruförsäljning existerar". Men så sent som 1889 sålde en medlem i Frälsningsarmén sin fru för en shilling i Hucknall Torkard, Nottinghamshire. Därefter ledde han henne i snara till köparens hus. Det är det sista fallet där användningen av snara omnämns. Den senaste hustruförsäljningen rapporterades 1913 när en kvinna, som vittnade i Leeds polisdomstol i ett underhållsärende, hävdade att hennes man hade sålt henne för £1 (motsvarar cirka £70 idag). Köparen lär ha varit en arbetskamrat men hur försäljningen gick till är okänt.